# 阿德萊德 (東開普省)

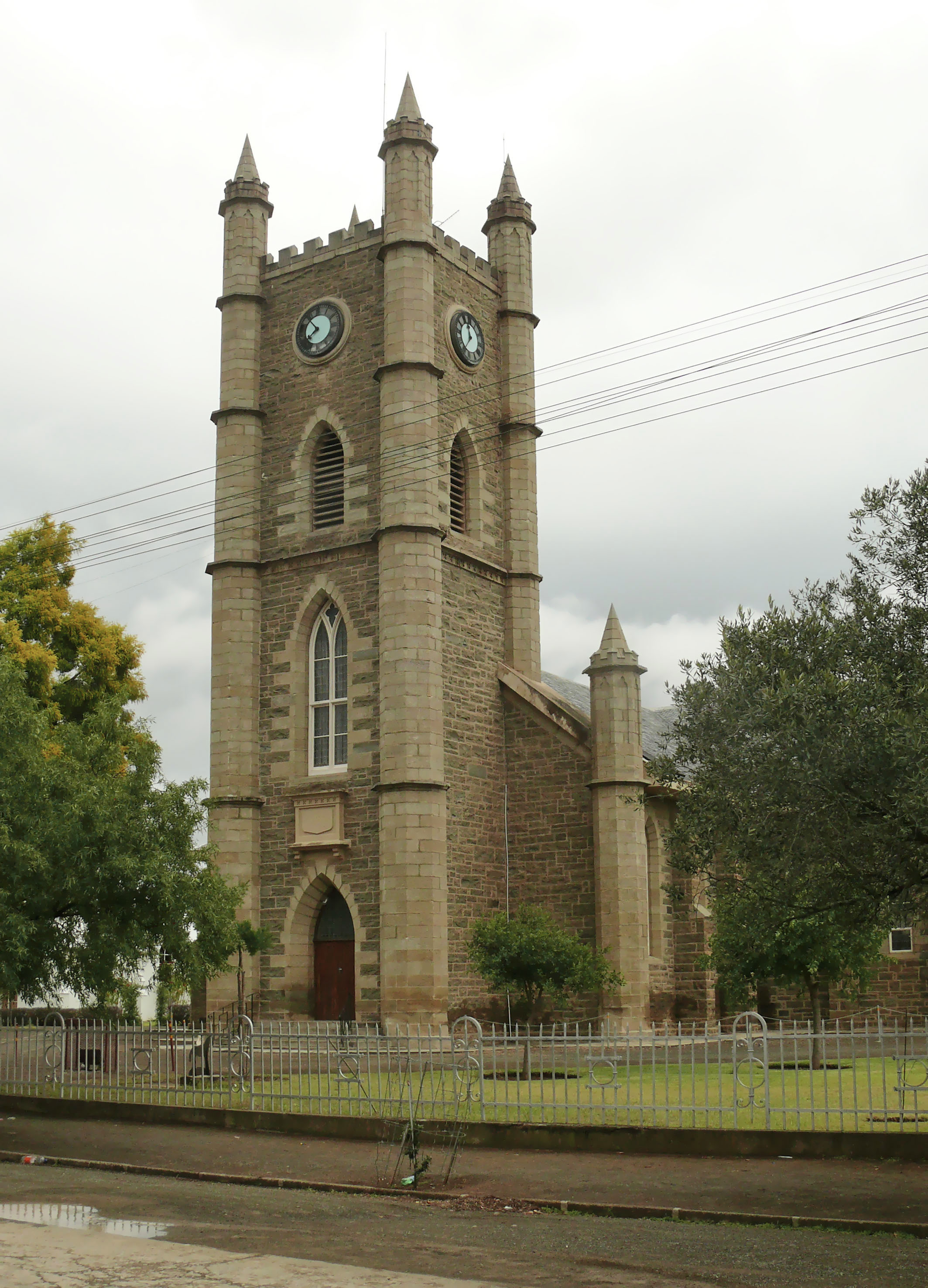
阿德萊德

阿德萊德（Adelaide）是南非的城鎮，位於該國東南部，由東開普省負責管轄，始建於1834年，面積2.47平方公里，2001年人口3,771，人口密度每平方公里約1,500人。
32°42′S 26°18′E / 32.7°S 26.3°E